# Jean-Claude Maire Vigueur
Pour les articles homonymes, voir Maire (homonymie).
Jean-Claude Maire Vigueur est un historien français du Moyen Âge né le 18 février 1943 à Morteau. Élève, de 1964 à 1968, de l'École normale supérieure, agrégé d'histoire (1968), membre, de 1972 à 1975, de l'École française de Rome, institution où il a exercé ensuite, entre 1979 et 1986, les fonctions de directeur des études médiévales), il a été directeur de recherches au CNRS (1986-1990), avant de devenir professeur à l'Université de Florence puis à l'Université de Rome III.

## Œuvre
Jean-Claude Maire Vigueur est un des principaux spécialistes de la civilisation des villes italiennes entre le XIIe et le XIVe siècle. Il a en particulier étudié les institutions communales des cités-États d'Italie centro-septentrionales pendant cette période, le rôle qu'y jouaient la noblesse (ou militia) et les pratiques guerrières. Il est aussi spécialiste de l'histoire de la ville de Rome à la fin du Moyen Âge.

## Publications
- "Cola di Rienzo", Dizionario biografico degli Italiani, Rome, Istituto della Enciclopedia Italiana, t. 26, 1982, p. 662-675.
- "Justice et politique dans l'Italie communale de la seconde moitié du XIIIe siècle : l'exemple de Pérouse", dans Académie des Inscriptions et Belles-Lettres, comptes rendus des séances, 1986, p. 312-330, disponible en ligne sur le site Persée.fr.
- "Révolution documentaire et révolution scripturaire : le cas de l'Italie médiévale", Bibliothèque de l'École des Chartes, 153/1 (1995), p. 177-185, disponible en ligne sur le site Persée.fr.
- Cavaliers et citoyens. Guerre et société dans l'Italie communale, XIIe – XIIIe siècles, Paris : EHESS (collection Civilisations et sociétés), 2003.
- L'autre Rome : une histoire des Romains à l'époque des communes (XIIe – XIVe siècle), Paris, Tallandier, 2010.
- Élisabeth Crouzet-Pavan et Jean-Claude Maire Vigueur, Décapitées, trois femmes dans l'Italie de la Renaissance, Paris, Albin Michel, 2018, p. 428
- Attrazioni fatali. Una storia di donne e potere in una corte rinascimentale, Il Mulino, 2022.
- Così belle così vicine: viaggio insolito nelle città dell'Italia medievale, Il Mulino, 2023.
- « Bibliographie de Jean-Claude Maire Vigueur (1973-2004)]. »(Archive.org • Wikiwix • Archive.is • Google • Que faire ?)